# Sycoscapter stabilis
Sycoscapter stabilis är en stekelart som först beskrevs av Walker 1871.  Sycoscapter stabilis ingår i släktet Sycoscapter och familjen fikonsteklar. Inga underarter finns listade i Catalogue of Life.